# Valborg Werbeck-Svärdström
Valborg Werbeck-Svärdström (* 22. September 1879 in Gävle als Valborg Svärdström; † 1. Februar 1972 in Bad Boll-Eckwälden) war eine schwedische Sängerin und Gesangspädagogin.

## Biografisches
Valborg Werbeck-Sverdström verbrachte ihre Kindheit im nördlichsten Teil Schwedens. „Weit oben im nördlichen Schweden bin ich geboren. Meine Kindheit verlief, soweit meine Erinnerung zurückreicht, in intimster Berührung mit der Natur. […] Singen konnte ich, wie gesagt, immer. Ja, letzten Endes war ich wohl so etwas wie ein Wunderkind.“ Mit zehn Jahren zog ihre Familie nach Stockholm. Dort entdeckte die Musikerzieherin Alice Tegnér ihre Begabung. Sie trat bereits mit 11 Jahren öffentlich auf. Nach Schule und Studium am Konservatorium gab sie 21-jährig ihr Debüt und wurde darauf in das Ensemble der königlichen Hofoper aufgenommen. Sie galt als „die neue Jenny Lind“ – die schwedische Nachtigall. Als Konzert- und Opernsängerin feierte sie große Erfolge in vielen Ländern Europas. 1906 heiratete sie den Hamburger Schriftsteller und Musiker Louis Michael Julius Werbeck und zog mit ihm nach Deutschland.
1908 begegnete sie Rudolf Steiner. Von ihm erhielt sie Anregungen für ihre Arbeit und Ermutigung, ihre erfolgreiche Gesangskarriere nicht aufzugeben, sondern entgegen ihren Absichten fortzuführen. Ihr Studium bei erfahrenen Lehrern hatte ihr zwar eine erfolgreiche Opernkarriere ermöglicht, ihr aber auch gezeigt, dass diese herkömmlichen Schulungsmethoden ihre natürliche Gesangsanlage gefährdeten. Sie begann nach neuen Methoden der Stimmbildung zu forschen, wobei sie hierin mit Steiner bis zu seinem Tod in regem Austausch blieb. Sie begann auch eine gesangstherapeutische Arbeit zu entwickeln, die sie später in Zusammenarbeit mit Eugen Kolisko, der auch zeitweilig ihr Schüler war, und Ita Wegman weiterentwickeln sollte. 1928 starb ihr Mann. 1938 erschien in Breslau ihr Buch Die Schule der Stimmenthüllung. Ihre in Hamburg gegründete Schule gleichen Namens führte Wilhelm Dörfler mit seiner Chorarbeit von 1932 bis 1939 am Goetheanum in Dornach ein. Durch den beginnenden Nationalsozialismus wurde ihre Arbeit in Deutschland mehr und mehr erschwert. Schließlich musste sie ihre Schule in Hamburg schließen. Die Kriegsjahre verbrachte Werbeck zurückgezogen in Schlesien. Nach Kriegsende konzentrierte sie sich völlig auf ihre therapeutische Arbeit und die Unterweisung eines Kreises junger Musiker.
Valborg Werbeck-Sverdström starb 1972 im Alter von 93 Jahren. Die Weiterführung ihrer Arbeit hat sie Jürgen Schriefer übertragen.